# Dyspteris breviataria
Dyspteris breviataria är en fjärilsart som beskrevs av Jacob Hübner 1818. Dyspteris breviataria ingår i släktet Dyspteris och familjen mätare. Inga underarter finns listade i Catalogue of Life.